# Bothropolys maluhianus
Bothropolys maluhianus är en mångfotingart som beskrevs av Carl Graf Attems 1914. Bothropolys maluhianus ingår i släktet Bothropolys och familjen stenkrypare. Inga underarter finns listade i Catalogue of Life.